# Polypogon
Polypogon és un gènere de plantes de la família de les poàcies, ordre de les poals, subclasse de les commelínides, classe de les liliòpsides, divisió dels magnoliofitins.

## Taxonomia
- Polypogon maritimus Willd.
- Polypogon monspeliensis (L.) Desf.
- Polypogon viridis (Govan) Breistr.

(vegeu-ne una relació més exhaustiva a Wikispecies)

## Sinònims
(Els gèneres marcats amb un asterisc (*) són sinònims probables)

*Chaetotropis Kunth, 
Nowodworskya C. Presl, 
Raspailia C. Presl, nom. inval., 
Santia Savi.